# Бермудес, Педро Пабло
Пе́дро Па́бло Берму́дес Аска́рса (исп. Pedro Pablo Bermúdez Ascarza; 27 июня 1793, Тарма, провинция Хунин, Тарма, Перу — 30 марта 1852, Лима, Перу) — перуанский военный и политический деятель, генерал.

## Биография
Недолгое время с 4 января по 24 апреля 1834 года был временным верховным главой государства Перу. Бермудес стал президентом благодаря поддержке Августина Гамарры и противостоял законно избранному президенту Луису Хосе де Орбегосо, которому в результате проиграл войну и был вынужден бежать в Коста-Рику.